# مارسيلو ساراتشي
مارسيلو ساراتشي (بالإسبانية: Marcelo Saracchi)‏ (23 أبريل 1998 ببايساندو في الأوروغواي - ) هو لاعب كرة قدم أوروغواني في مركز الدفاع. شارك مع منتخب الأوروغواي تحت 17 سنة لكرة القدم ومنتخب الأوروغواي تحت 20 سنة لكرة القدم. أما مع النوادي، فقد لعب مع نادي دانوبيو. يلعب حاليًا مع نادي ريفر بليت.

## وصلات خارجية
- مارسيلو ساراتشي على موقع الاتحاد الدولي (مؤرشف)  (الإنجليزية)
- مارسيلو ساراتشي على موقع الاتحاد الأوربي (الإنجليزية)
- مارسيلو ساراتشي على موقع اتحاد تركيا (لاعب) (الإنجليزية)
- مارسيلو ساراتشي على موقع قاعدة بيانات كرة القدم.إي يو (الإنجليزية)
- مارسيلو ساراتشي على موقع ليكيب (الفرنسية)
- مارسيلو ساراتشي على موقع ناشيونال فوتبول تيمز (الإنجليزية)
- مارسيلو ساراتشي على موقع Soccerway.com (الإنجليزية)
- مارسيلو ساراتشي على موقع عالم كرة القدم.نت (الإنجليزية)